# Włodzimierz Ogryczak

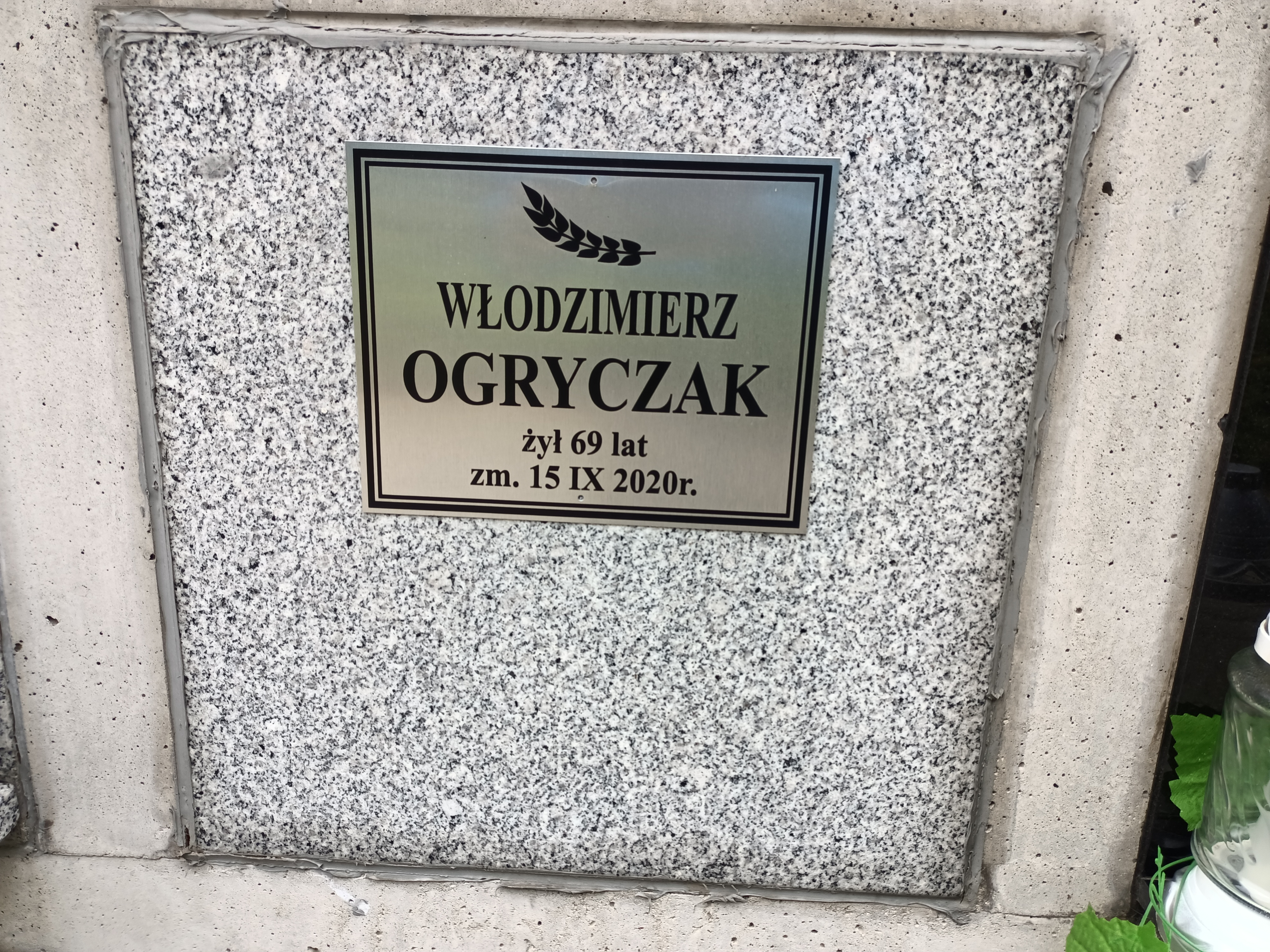
Grób na Cmentarzu Komunalnym Północnym w Warszawie

Włodzimierz Mirosław Ogryczak (ur. 5 lutego 1951 w Warszawie, zm. 15 września 2020 tamże) – polski informatyk i matematyk, profesor nauk technicznych.

## Życiorys
Syn Gwidona i Zofii. W 1973 ukończył studia matematyczne na Uniwersytecie Warszawskim. W 1983 obronił tamże pracę doktorską. 30 marca 1998 habilitował się w Instytucie Badań Systemowych Polskiej Akademii Nauk na podstawie pracy zatytułowanej Wielokryterialna optymalizacja liniowa i dyskretna. Modele preferencji i zastosowanie do wspomagania decyzji. 18 kwietnia 2011 nadano mu tytuł profesora w zakresie nauk technicznych. Został zatrudniony na stanowisku profesora w Wyższej Szkole Ekonomiczno-Informatycznej.
Był profesorem zwyczajnym oraz dyrektorem w Instytucie Automatyki i Informatyki Stosowanej na Wydziale Elektroniki i Technik Informacyjnych Politechniki Warszawskiej, a także na Wydziale Matematyki, Informatyki i Mechaniki Uniwersytetu Warszawskiego oraz członkiem Komitetu Informatyki na IV Wydziale Nauk Technicznych Polskiej Akademii Nauk.
W 2014 został odznaczony Złotym Krzyżem Zasługi. Pochowany na Cmentarzu Komunalnym Północnym w Warszawie.